# Гурка, Андрей (младший)
Граф Андрей Гурка (ок. 1534 — 5 января 1583) — государственный деятель Речи Посполитой, каштелян мендзыжечский (1570), генеральный староста великопольский (1578), староста валчский, гнезненский, косьцянский, яворовский, коловский, иновроцлавский и букский.

## Биография
Представитель польского магнатского рода Гурков герба «Лодзя». Второй сын каштеляна познанского и генерального старосты великопольского, графа Андрея Гурки (ок. 1500—1551), и Барбары Курозвенцкой (ум. 1545). Братья — воеводы познанские Лукаш Гурка (ок. 1533—1573) и Станислав Гурка (ок. 1538—1592).
По вероисповеданию — лютеранин. В 1567 году начал политическую карьеру, будучи избран послом (депутатом) сейма от Познанского воеводства. Продолжая политику своего отца, сотрудничал с прусским герцогом Альбрехтом Бранденбургским. Ему принадлежали староства валчское, гнезненское и яворовское. В 1570 году Андрей Гурка получил должность каштеляна мендзыжечского.
После смерти короля польского Сигизмунда II Августа (1572), Андрей Гурка начал бурную деятельность. Во время первого элекционного сейма поддержал кандидатуру одного из князей из династии Пястов, но затем перешёл на сторону французского принца Генриха Валуа.
Будучи одним из лидеров протестантов, Андрей Гурка был включён в состав польского посольства, отправившегося в Париж, чтобы взять присягу с герцога Генриха Анжуйского. Оставил интересный памятник своего путешествия во Францию. Летом 1574 года после бегства Генриха Валуа во Францию Андрей Гурка настаивал на объявлении бескоролевья и поддержал кандидатуру князя из династии Пястов, чтобы не допустить избрания германского императора Максимилиана.
Андрей Гурка был одним из первых, кто поддержал кандидатуру трансильванского князя Стефана Батория, и ездил к нему с посольством. По дороге был схвачен сторонниками императора и заключён в темницу. За его освобождение ходатайствовал перед князем бжегским каштелян поланецкий Зигмунд Заклика. Был освобождён только после прибытия польского посольства на германский рейхстаг в Регенсбурге. Польские посланцы убедили императора Максимилиана II Габсбурга освободить из плена Андрея Гурку. Сам император заявил, что ничего не знал о его аресте. В 1578 году Андрей Гурка получил должность генерального старосты Великой Польши, удалился от двора, но в 1581 году поддержал военные планы короля Стефана Батория и канцлера Яна Замойского.
Владел имениями в Великой Польше и на Люблинщине (Щебжешин). В дополнении к этому также являлся старостой косьцянским, коловским, иновроцлавским и букским.
5 января 1583 года после продолжительной болезни Андрей Гурка скончался в Познани, его похоронили в Курнике.

## Семья
Был женат на Барбаре Гербут (ум. 1580), вдове воеводы краковского Петра Кмиты-Собенского (1477—1553), от брака с которой детей не имел.